# Innocent (boisson)
Innocent (stylisé innocent en minuscules) est une marque de boissons connue pour ses smoothies. Après un premier test en 1998, l'entreprise est créée l'année suivante en Grande-Bretagne par trois jeunes diplômés.
Les emballages plastiques introduits par Innocent ont contribué à son succès, conduisant ses concurrents à le suivre. 
La marque appartient à la société britannique Fresh Trading. 
The Coca-Cola Company, entré modestement au capital de l'entreprise en 2008 avec 18 %, a finalisé l'acquisition en 2013, elle détient alors 90 % de ses parts.

## Histoire

### 1998-2007: Débuts
Innocent est fondé par Richard Reed, Adam Balon et Jon Wright, trois anciens élèves de St John's College à Cambridge.
Tout commence en 1998 selon la légende : après avoir élaboré quelques recettes de smoothies, les trois amis achètent 500 livres de fruits et se rendent à un festival de musique jazz dans le but d'organiser une dégustation. Ils installent un panneau au-dessus de leur stand où l'on peut lire : « Pensez-vous qu'on devrait démissionner de nos postes pour nous consacrer à ces smoothies », ?
Après chaque dégustation, les personnes étaient invitées à jeter leur gobelet dans la poubelle « oui » ou dans la poubelle « non ». À la fin du week-end, la poubelle « oui » était pleine. Le lendemain, Richard, Adam et Jon ont donc démissionné et ont créé la marque « Innocent ». Pourtant, les débuts sont difficiles, les financements étant impossibles à obtenir pour le trio d'entrepreneurs.
En avril 1999, après de longues phases de recherches et grâce à l'investissement d'un montant de 230 000 livres de l'homme d'affaires américain Maurice Pinto, le premier smoothie « Innocent » est mis en vente dans la sandwicherie Out to Lunch des trois amis. Les débuts de commercialisation se font d'abord à Londres.
Après les smoothies et toujours avec la même empreinte marketing qui caractérise la marque, Innocent se diversifie dès l'année suivante vers différents produits, dont principalement le marché des jus de fruits frais. Cette orientation vers les jus de fruits frais fait réagir le leader Tropicana — appartenant à PepsiCo — qui lui s'étend vers le marché des smoothies. Innocent, avec son marketing innovant, ses slogans décalés comme « jus t'aime » ou « Secouez avant d'ouvrir, pas après » ainsi que son triple positionnement « santé », « écologique » et « éthique », devient le leader européen sur le marché des smoothies,. Pourtant, les prétentions environnementales de la marque ont été contestées par une enquête du quotidien britannique The Daily Telegraph en 2008 qui dénonce un positionnement plus marketing que sincère.
Innocent représente environ les trois quarts du marché des jus de fruits au Royaume-Uni ; la marque est devenue leader quatre ans après son lancement. Son chiffre d'affaires s'élève à 122 millions d'euros en 2018. 

### 2008-2013: Montée de Coca-Cola
L'entreprise rencontre des difficultés financières en 2008, elle frôle le dépôt de bilan. Le groupe Coca-Cola entre au capital pour 18 % des parts.
En avril 2010, Innocent signe un nouveau contrat avec le groupe Coca-Cola dont le but est d'augmenter la part d'investissement du groupe.
Dans un communiqué de presse publié sur le site officiel d'innocent, l'entreprise déclare avoir augmenté les parts de Coca-Cola sans pour autant lui avoir cédé le contrôle. En 2010, The Coca-Cola Company détient 58 % des parts d'innocent. En février 2013, Coca-Cola augmente son investissement pour acquérir 90 % des parts d'Innocent ; bien que l'entreprise conserve une réelle autonomie d'action face à sa maison-mère, les fondateurs cèdent alors leur place. Pour la marque américaine connue par ses sodas, cette prise de participation permet d'améliorer son image en s'orientant vers des produits correspondant à la tendance et de se diversifier sur un marché en pleine progression. Mais, condamné à grandir, l'esprit « start-up » qui règne jusqu'alors chez Innocent disparaît peu à peu.

#### En France
En France où la marque s'est implantée en 2005, elle représente près des 90% des parts de marché des smoothies en 2020 devant Tropicana et les marques distributeurs. Innocent réalise un chiffre d'affaires de 122 millions d'euros  en 2018 avec une progression constante depuis 2009 grignotant année après année des parts de marché à ses concurrents. Pour les jus de fruits frais lancés dans ce pays en 2013, innocent occupe aujourd'hui 33 % de part de marché en 2020, devant Andros le second et Tropicana le numéro 3.

## Produits
À la suite du succès de leurs smoothies, Innocent propose désormais des « smoothies de saison » et des « smoothies invités » qui sont vendus en édition limitée à certaines périodes de l'année. Cependant, face à une concurrence croissante, l'entreprise élargit son offre et commercialise différents produits depuis plusieurs années, dont des jus de fruits frais, des gaspachos et de l'eau de coco.

## Emballages
Les produits Innocent sont empaquetés dans du plastique transparent. Ceci contribue au succès auprès des consommateurs[réf. nécessaire], conduisant son concurrent Tropicana à abandonner les emballages cartons en 2019.

## Activités caritatives

### Fondation Innocent
La Fondation Innocent est un fonds de solidarité, alimenté par un dixième des bénéfices annuels, qui travaille en partenariat avec des ONG de divers pays. Le but affiché de la fondation est d'aider les communautés à exploiter les ressources naturelles qui sont à leur disposition afin de garantir un avenir durable. La Fondation est essentiellement présente dans des pays en voie de développement : Costa Rica, Bangladesh, Inde, etc.

### «The Big Knit»
Innocent organise également des événements à but caritatif au niveau national. En effet, chaque hiver la marque met en place une opération appelée « The Big Knit » au Royaume-Uni (« Grand Tricot » ou opération traduite en France par « Mets ton bonnet » ou « Tricothon ») : chaque petite bouteille est ornée d'un bonnet en laine tricoté par des bénévoles. Une partie de la vente est reversée à certaines associations caritatives luttant contre la pauvreté comme les Petits Frères des pauvres. Par la suite, le principe des bonnets est décliné afin de créer une image marketing ou merchandising.